# Громблево
Громблево (пол. Grąblewo, нім. Gromblewo) — село в Польщі, у гміні Гродзиськ-Велькопольський Гродзиського повіту Великопольського воєводства.
Населення — 577 осіб (2011).
У 1975-1998 роках село належало до Познанського воєводства.

## Демографія
Демографічна структура станом на 31 березня 2011 року:
|          | Загалом | Допрацездатний вік | Працездатний вік | Постпрацездатний вік |
| -------- | ------- | ------------------ | ---------------- | -------------------- |
| Чоловіки | 298     | 70                 | 206              | 22                   |
| Жінки    | 279     | 69                 | 173              | 37                   |
| Разом    | 577     | 139                | 379              | 59                   |